# Erythroplatys
Erythroplatys is een kevergeslacht uit de familie van de boktorren (Cerambycidae). De wetenschappelijke naam van het geslacht werd voor het eerst geldig gepubliceerd in 1855 door White.

## Soorten
Erythroplatys omvat de volgende soorten:
- Erythroplatys boliviensis Clarke, 2012
- Erythroplatys cardinalis Monné & Fragoso, 1990
- Erythroplatys corallifer White, 1855
- Erythroplatys rugosus (Lucas, 1859)
- Erythroplatys simulator Gounelle, 1911